# Glaucopsyche lygdamus
Glaucopsyche lygdamus är en fjärilsart som beskrevs av Doubleday 1842. Glaucopsyche lygdamus ingår i släktet Glaucopsyche och familjen juvelvingar. Inga underarter finns listade i Catalogue of Life.

## Bildgalleri

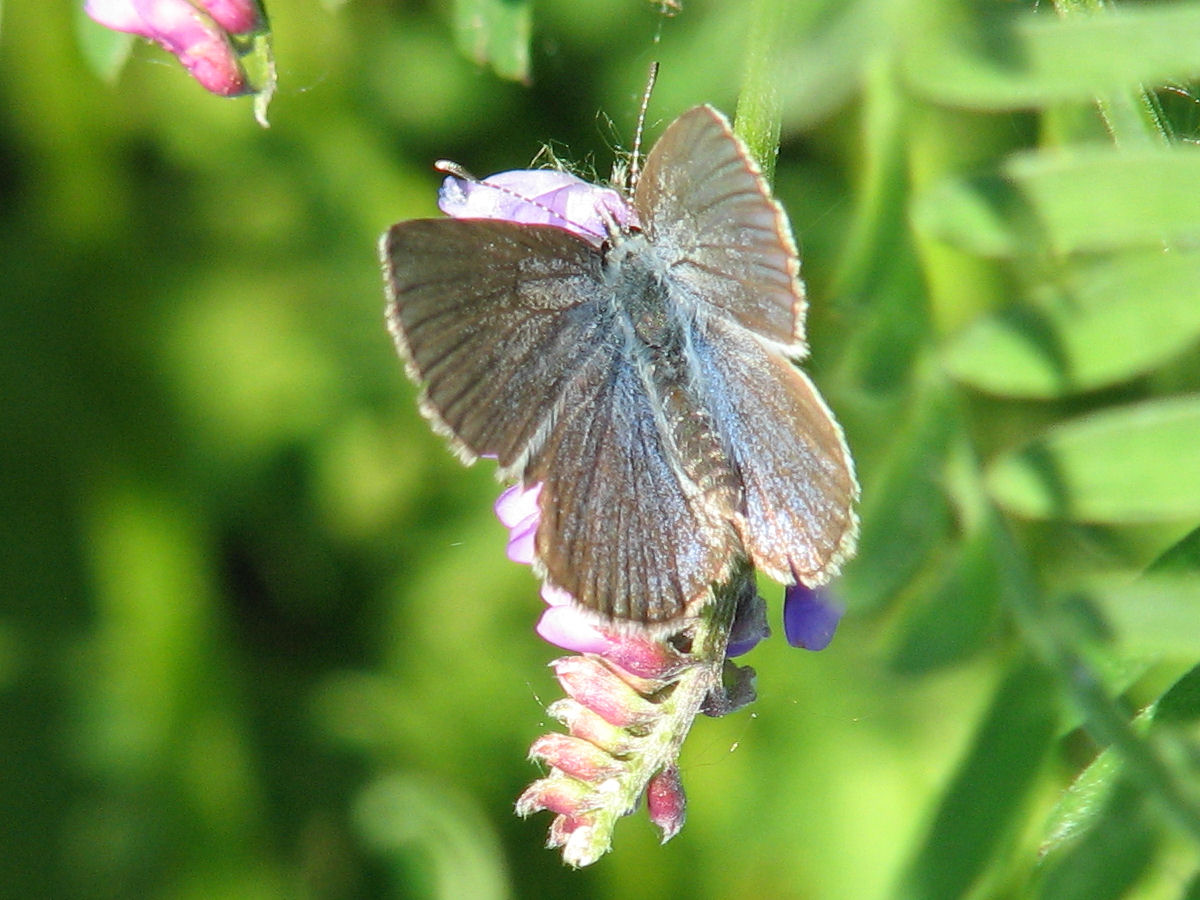
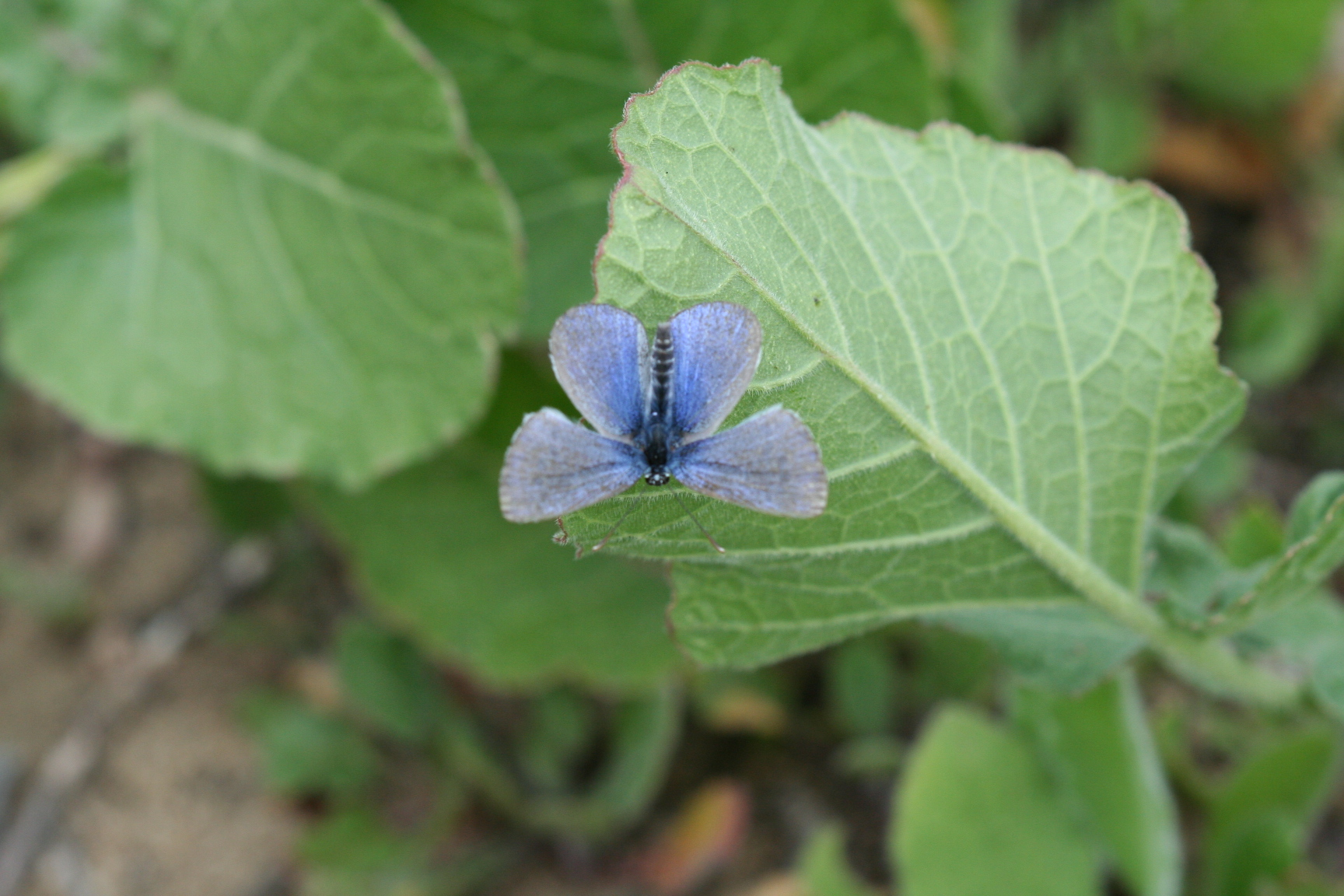
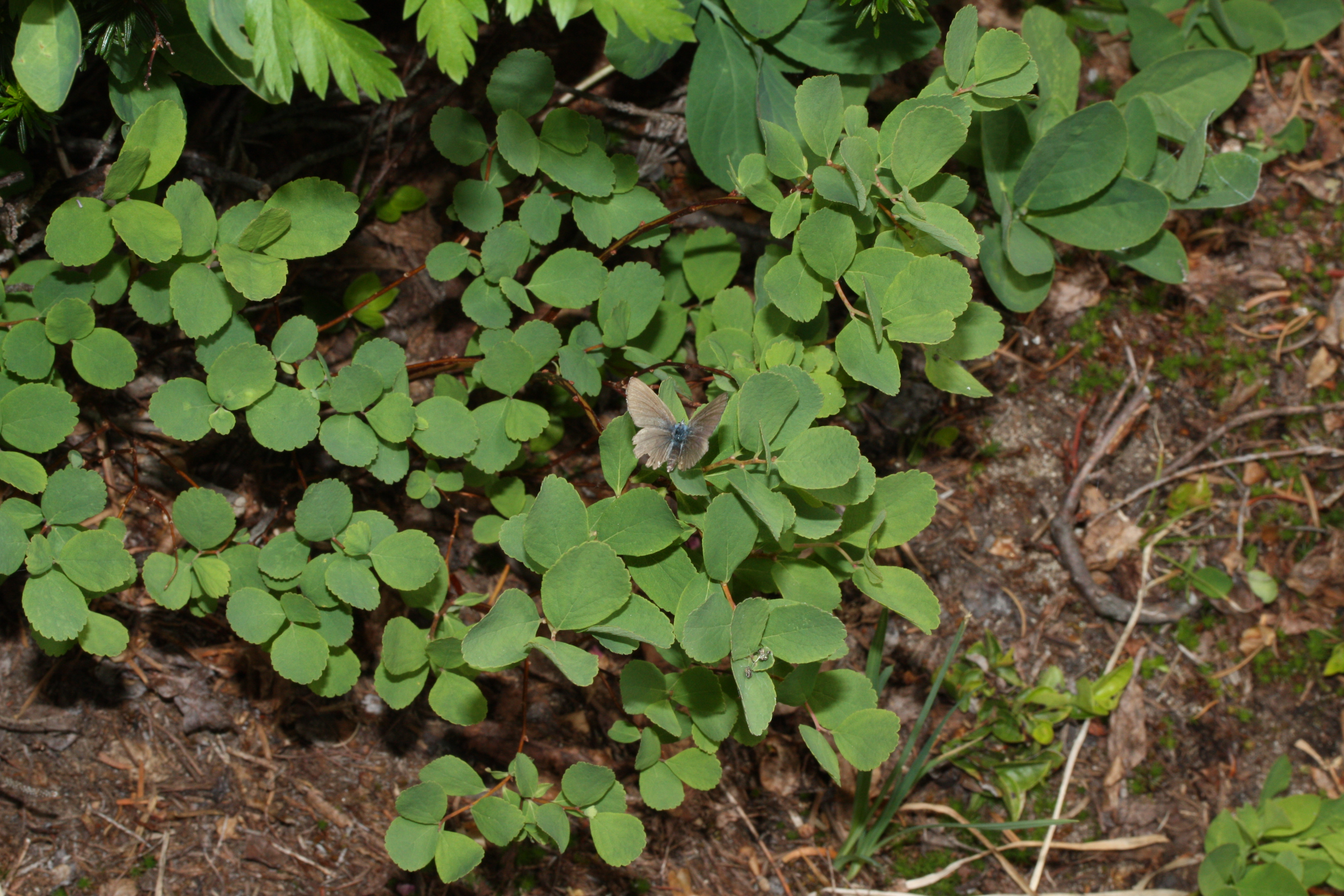
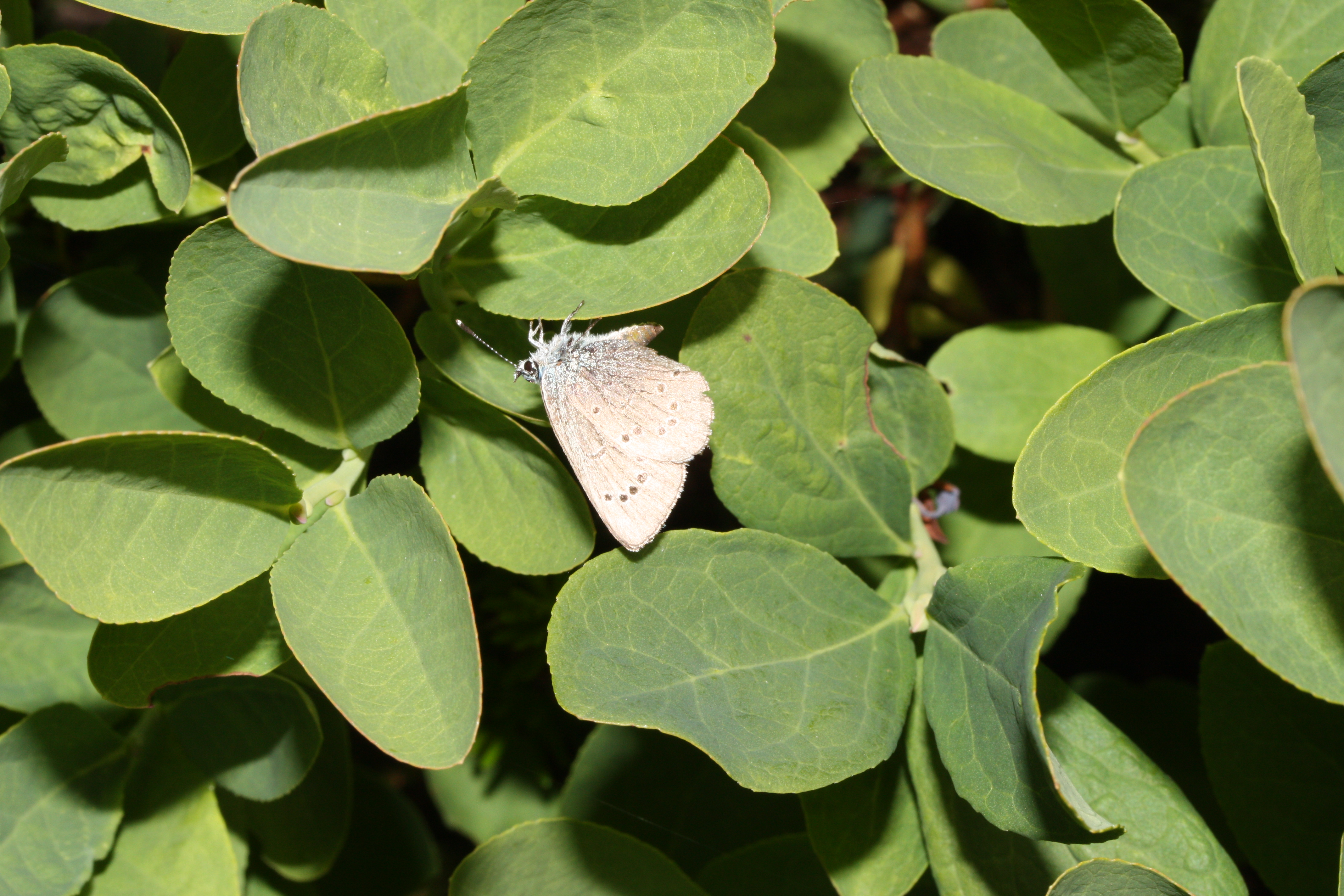